# Ponderosauggla
Ponderosauggla (Psiloscops flammeolus) är en fågel i familjen ugglor inom ordningen ugglefåglar. Den förekommer i västra Nordamerika och Mexiko. 

## Utseende och läten
Ponderosaugglan är en liten uggla med en kroppslängd på 16–17 cm. Den liknar skrikuvar, men är mindre med kortare örontofsar. Fjäderdräkten är gråmarmorerad med svarta och rostfärgade flammor. Olika färgvariationer förekommer, från mer rostrött till gråare. Ögonen är mörka. Sången skiljer sig tydligt från skrikuvar, ett mjukt och lågt "poot" eller "pooip", ibland dubblerat "podo poot", som upprepas varannan eller var tredje sekund.

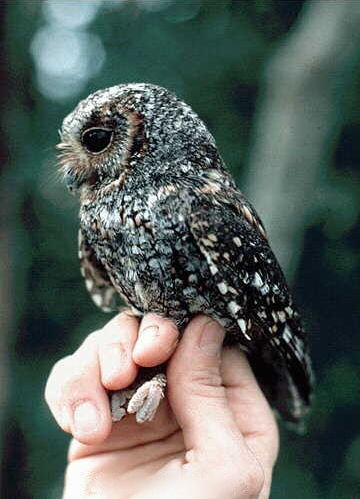

## Utbredning
Fågelns utbredningsområde är från södra British Columbia till sydvästra USA och södra Mexiko. Fåglar som häckar i Kanada och USA flyttar söderut över vintern. I Guatemala förekommer den bara som övervintrande, inte som häckande.

## Systematik
Ponderosaugglan placerades tidigare i Otus, även efter att skrikuvarna urskildes från detta släkte till Megascops. Genetiska studier visar dock att den tillhör samma grupp, om än en avlägsen släkting. Den förs numera som ensam art till släktet Psiloscops. Arten behandlas som monotypisk, det vill säga att den inte delas in i några underarter.

## Levnadssätt
Ponderosaugglan hittas i öppna bergsbelägna barrskogar, framför allt med inslag av ponderosatall. Den är strikt nattlevande och tillbringar dagarna vilande i ett hålutrymme. Födan består nästan uteslutande av insekter. Fågeln häckar mellan maj och augusti.

## Status och hot
Arten har ett stort utbredningsområde och en stor population, men tros minska i antal, dock inte tillräckligt kraftigt för att den ska betraktas som hotad. Internationella naturvårdsunionen IUCN kategoriserar därför arten som livskraftig (LC).